# Xiphorhynchus erythropygius
Xiphorhynchus erythropygius là một loài chim trong họ Furnariidae.
Loài này được tìm thấy ở Belize, Colombia, Costa Rica, Ecuador, El Salvador, Guatemala, Honduras, Mexico, Nicaragua và Panama.
Chiều dài 22 cm, đầu và lưng và ức có màu ô liu. Đầu đốm và chuyển thành những vệt ngắn trên lưng. Ức cũng có đốm với những đốm trâu thuôn dài. 
Môi trường sống tự nhiên của chúng là rừng ẩm nhiệt đới hoặc cận nhiệt đới và rừng nhiệt đới ẩm nhiệt đới hoặc cận nhiệt đới. Chúng được tìm thấy ở tất cả các cấp độ của tán cây, và thường là một phần của các đàn tìm kiếm hỗn hợp các loài. 